# 傷害
傷害（しょうがい）とは、人の身体や物品を傷つけ、損なう事。刑法により、相手に傷害を負わせると傷害罪、過失により傷害を負わせると過失傷害罪が成立する。また、動物に傷害を負わせると器物損壊罪が成立する。

## 傷害の意義

### 傷害罪における傷害
人の生理的機能に障害を与えることまたは健康状態を不良にすることと解する「生理的機能障害説」と、人の身体の完全性を害することと解する「完全性侵害説」が対立している。判例は生理的機能障害説の立場をとっている（最判明治45年6月20日刑録18輯896頁）が、完全性侵害説を採用する下級審判決（東京地判昭和38年3月23日等）もある。

### 動物傷害罪における傷害
刑法上「傷害」とは、主に人の身体に対する傷害を意味するが、器物損壊罪における「傷害」とは動物に対する傷害をいう（動物傷害罪）。動物に対する傷害は、器物損壊罪にいう「損壊」概念と同様、効用を失わせる一切の行為をいい（効用侵害説）、動物を逃がす行為も「傷害」に該当する。